# Lista de deputados estaduais do Piauí da 5.ª legislatura
Esta é a lista de deputados estaduais do Piauí para a legislatura 1963–1967.

## Composição das bancadas
| Partido | Líder           | Bancada | Posição  |
| ------- | --------------- | ------- | -------- |
| PTB     | Severo Eulálio  | 16 / 42 | Oposição |
| UDN     | João Lobo       | 13 / 42 | Governo  |
| PSD     | Alfredo Nunes   | 8 / 42  | Governo  |
| PSP     | Pedro Portela   | 2 / 42  | Governo  |
| PDC     | Celso Barros    | 1 / 42  | Governo  |
| PST     | Aloísio Costa   | 1 / 42  | Governo  |
| PRT     | Aluísio Ribeiro | 1 / 42  | Governo  |

## Deputados estaduais
São relacionados a seguir apenas os candidatos eleitos. A coligação de Petrônio Portela elegeu 26 representantes contra 16 de seus adversários.
| Número | Deputados estaduais eleitos | Partido | Votação | Percentual | Cidade onde nasceu  | Unidade federativa |
| 22483  | Helvídio Nunes              | UDN     | 6.718   |            | Picos               | Piauí              |
| 14152  | Severo Eulálio              | PTB     | 5.873   |            | Picos               | Piauí              |
| 22720  | João Lobo                   | UDN     | 5.542   |            | Floriano            | Piauí              |
| 14654  | José Alexandre              | PTB     | 4.843   |            | Parnaíba            | Piauí              |
| 14335  | Pedro Borges                | PTB     | 4.501   |            | São João do Piauí   | Piauí              |
| 41179  | Alfredo Nunes               | PSD     | 4.471   |            | Regeneração         | Piauí              |
| 41737  | Humberto Silveira           | PSD     | 4.458   |            | Jaicós              | Piauí              |
| 14457  | Filadelfo de Castro         | PTB     | 4.430   |            | Nova Iorque         | Maranhão           |
| 41761  | Benoni Leal                 | PSD     | 4.069   |            | Canto do Buriti     | Piauí              |
| 41898  | Sebastião Leal              | PSD     | 4.023   |            | Uruçuí              | Piauí              |
| 22173  | Roberto Raulino             | UDN     | 3.749   |            | Altos               | Piauí              |
| 41197  | Odilon Freitas              | PSD     | 3.693   |            | José de Freitas     | Piauí              |
| 14536  | Nogueira Filho              | PTB     | 3.636   |            | Pedro II            | Piauí              |
| 22919  | Djalma Veloso               | UDN     | 3.597   |            | Valença do Piauí    | Piauí              |
| 22699  | Nelson Moura Fé             | UDN     | 3.541   |            | Beneditinos         | Piauí              |
| 14487  | Machado Melo                | PTB     | 3.526   |            | Batalha             | Piauí              |
| 14140  | Caio Damasceno              | PTB     | 3.515   |            | Paulistana          | Piauí              |
| 41610  | Antônio Gaioso              | PSD     | 3.478   |            | Teresina            | Piauí              |
| 41389  | Wilson Parente              | PSD     | 3.399   |            | Cristino Castro     | Piauí              |
| 22901  | Deusdedit Cavalcanti        | UDN     | 3.379   |            | Paulistana          | Piauí              |
| 14543  | Álvaro Melo                 | PTB     | 3.362   |            | Alto Longá          | Piauí              |
| 14331  | Antônio Carvalho            | PTB     | 3.351   |            | Pedro II            | Piauí              |
| 22674  | José Odon Maia Alencar      | UDN     | 3.257   |            | Picos               | Piauí              |
| 46746  | Pedro Portela               | PSP     | 3.067   |            | Valença do Piauí    | Piauí              |
| 14295  | Themístocles Sampaio        | PTB     | 2.994   |            | Esperantina         | Piauí              |
| 22750  | João Ribeiro de Carvalho    | UDN     | 2.891   |            | Guadalupe           | Piauí              |
| 22814  | Benjamin Lustosa            | UDN     | 2.853   |            | Cabeceiras do Piauí | Piauí              |
| 22601  | Paulo Ferraz                | UDN     | 2.849   |            | Teresina            | Piauí              |
| 14538  | Raimundo Paixão             | PTB     | 2.837   |            | Monsenhor Gil       | Piauí              |
| 17867  | Celso Barros                | PDC     | 2.835   |            | Pastos Bons         | Maranhão           |
| 52321  | Aloísio Costa               | PST     | 2.824   |            | Teresina            | Piauí              |
| 41192  | Edson Rocha                 | PSD     | 2.809   |            | Gilbués             | Piauí              |
| 22202  | Waldemar Macedo             | UDN     | 2.755   |            | São Raimundo Nonato | Piauí              |
| 14401  | Solon Aragão                | PTB     | 2.723   |            | Balsas              | Maranhão           |
| 22829  | Wenceslau Sampaio           | UDN     | 2.710   |            | Piracuruca          | Piauí              |
| 22560  | Bona Medeiros               | UDN     | 2.677   |            | União               | Piauí              |
| 46162  | Solon Brandão               | PSP     | 2.670   |            | Pedro II            | Piauí              |
| 14727  | João Ribeiro de Carvalho    | PTB     | 2.597   |            | Santana do Cariri   | Ceará              |
| 14633  | David Paulo Alves           | PTB     | 2.409   |            | Caracol             | Piauí              |
| 14264  | José Martins Nunes          | PTB     | 2.396   |            | Teresina            | Piauí              |
| 28552  | Aluísio Ribeiro             | PRT     | 2.370   |            | Amarante            | Piauí              |
| 14753  | Deusdedit Ribeiro           | PTB     | 2.251   |            | Itaueira            | Piauí              |